# یورگن گرابوفسکی
یورگن گرابوفسکی ((به آلمانی: Jürgen Grabowski)؛ زادهٔ ۷ ژوئیهٔ ۱۹۴۴ – ۱۰ مارس ۲۰۲۲) بازیکن فوتبال و مهاجم اهل آلمان بود که از سال ۱۹۶۶ میلادی عضو تیم ملی فوتبال آلمان بوده‌است. وی در ۴۴ بازی ملی حضور داشته است و آخرین بازی ملی خود را در سال ۱۹۷۴ میلادی انجام داد. یورگن گرابووسکی در بازی‌های ملی‌اش ۵ گل به ثمر رساند.